# Lamagute
Lamagute is een bestuurslaag in het regentschap Lembata van de provincie Oost-Nusa Tenggara, Indonesië. Lamagute telt 391 inwoners (volkstelling 2010).